# Кашина дел’Аква (Павија)
Кашина дел’Аква је насеље у Италији у округу Павија, региону Ломбардија.
Према процени из 2011. у насељу је живело 14 становника. Насеље се налази на надморској висини од 102 м.